# Live Goes On
『Live Goes On』（ライヴ・ゴーズ・オン）は、SEAMOの2枚目のアルバム。

## 解説
- オリコン週間チャート初登場1位を記録。これはヒップホップソロアーティストとしては、同年KREVAが発売した『愛・自分博』以来2番目の快挙である[1]。

## 収録曲
1. What's Your Name?
Lyrics by Naoki Takada / Music by Naoki Takada & Shintaro"Growth"Izutsu
自己紹介ナンバー。ライブを意識したナンバーで、間違いなくライブの一曲目はこの曲になるという。
2. ルパン・ザ・ファイヤー
Lyrics by Naoki Takada / Music by Yuji Ohno
5thシングル
3. 海の家
Lyrics by Naoki Takada / Music by Naoki Takada & Nao'ymt
このトラックはNao'ymtによるもの。
4. Mr. Girl Hunter
Lyrics by Naoki Takada / Music by Naoki Takada & DJ 大自然
SEAMOは、このDJ 大自然（トリカブト）のトラックを聴いた時、荒々しくて、ワンループでこれしかない、と思った。
5. ANTI HERO feat. KURO (from HOME MADE 家族)
Lyrics by Naoki Takada,KURO / Music by Naoki Takada,KURO,Shintaro"Growth"Izutsu
HOME MADE 家族のKUROが参加したナンバー。「ちょっとKURO、やってくれよ」という軽いノリから始まった。
6. 心の声 feat. AZU
Lyrics by Naoki Takada,YUKI / Music by Naoki Takada,YUKI,Shintaro"Growth"Izutsu
名古屋の後輩シンガー・AZUが参加している。
BENNIE KのYUKIが作詞・作曲で参加している。
7. アナウンス ～Interlude～
8. Rhyme Jet Coaster
Lyrics by Naoki Takada / Music by Naoki Takada & Shintaro"Growth"Izutsu
本人曰く、BPMをだんだん上げていってラップが早口になる技がヒップホップのようだという。
9. 怒りの鉄槌 feat. 長州小力
Lyrics by Naoki Takada,長州小力 / Music by Naoki Takada & DJ 大自然
プロレスラー・長州力の入場テーマ『パワーホール』（作曲：異母犯抄）を大胆サンプリングしたナンバー。そしてゲストには、芸人が参加している。
10. Champion Road
Lyrics by Naoki Takada / Music by Naoki Takada & Shintaro"Growth"Izutsu
『ウイニングイレブン』コンピレーションアルバム『WE LOVE WE』収録。本人が気に入っているため、このアルバムにも収録された。
11. Twilight Gemini
Lyrics by Naoki Takada / Music by Naoki Takada & Shintaro"Growth"Izutsu
本人曰く、歌詞やメロディーから、よくシーンが思い浮かぶと言われる。
12. Golden Time feat. カルテット & 手裏剣ジェット
Lyrics by Naoki Takada,カルテット & 手裏剣ジェット / Music by Naoki Takada & Shintaro"Growth"Izutsu
本人が名古屋で毎週行われているイベントをタイトルにしたナンバー。SEAMOの後輩が参加している。
13. マタアイマショウ
Lyrics by Naoki Takada / Music by Naoki Takada & Shintaro"Growth"Izutsu
4thシングル
14. オヤスMidnight
Lyrics by Naoki Takada / Music by Naoki Takada & Shintaro"Growth"Izutsu
本人曰く、最初はトラックだけの予定であったが、軽くラップを乗せてみたらいい具合に仕上がった。
15. ルパン・ザ・ファイヤー (Big Band Version) *Bonus Track
16. マタアイマショウ (Orchestral Version) *Bonus Track